# Fastarbysjön
Fastarbysjön är en sjö i Vallentuna kommun i Uppland och ingår i Norrtäljeån-Åkerströms kustområde. Sjön är 2,7 meter djup, har en yta på 0,0669 kvadratkilometer och är belägen 36 meter över havet. Sjön avvattnas av vattendraget Söderedeån.

## Delavrinningsområde
Fastarbysjön ingår i det delavrinningsområde (660918-165187) som SMHI kallar för Mynnar i Viren. Medelhöjden är 46 meter över havet och ytan är 24,47 kvadratkilometer. Det finns inga avrinningsområden uppströms utan avrinningsområdet är högsta punkten. Söderedeån som avvattnar avrinningsområdet har biflödesordning 2, vilket innebär att vattnet flödar genom totalt 2 vattendrag innan det når havet efter 5,8 kilometer. Avrinningsområdet består mestadels av skog (74 procent). Avrinningsområdet har 2,75 kvadratkilometer vattenytor vilket ger det en sjöprocent på 11,2 procent.